# Körmend
Körmend (Duits: Kirment) is een stadje in het comitaat Vas te Hongarije. Het ligt in zuidelijke richting, op 29 km van Szombathely.

## Geschiedenis
De plaats werd gesticht door de later zalig verklaarde Ladislaus Batthyány-Strattmann. Bezienswaardig is het Batthyány-kasteel. Het is gebouwd op middeleeuwse fundamenten. In de 18e eeuw vond een restauratie plaats in barokstijl, waarbij de grote buitenhuizen in Frankrijk als voorbeeld dienden.
Körmend had van 1999 tot 2016 een stedenband met de Nederlandse gemeente Berg en Dal (voorheen met Groesbeek en Ubbergen) en nog actief met de Duitse gemeente Kranenburg en de Oostenrijkse gemeente Fürstenfeld. De weg die van Körmend naar Szentgotthárd loopt, verbindt Hongarije met de Oostenrijkse grens.

## Sport
De basketbalclub BC Körmend speelt anno 2023 in de hoogste Hongaarse competitie en neemt regelmatig deel aan internationale competitie.

## Geboren
- Péter Besenyei (1956), piloot
- Krisztián Pars (1982), kogelslingeraar
- György Golomán (1996), basketballer

## Overleden
- Károly Doncsecz (1918-2002), Sloveens pottenbakker en Hongaars Meester der Volkskunst